# Pseudonaja modesta
Espèce
Synonymes
- Cacophis modesta Günther, 1872
- Furina ramsayi Macleay, 1885
- Brachysoma sutherlandi De Vis, 1884

Pseudonaja modesta est une espèce de serpents de la famille des Elapidae. 

## Répartition
Cette espèce est endémique d'Australie. Elle se rencontre au Queensland, dans le Territoire du Nord, en Australie-Occidentale, en Australie-Méridionale et en Nouvelle-Galles du Sud.

## Publication originale
- Günther, 1872 : Seventh account of new species of snakes in the collection of the British Museum. Annals and Magazine of Natural History, ser. 4, vol. 9, p. 13-37 (texte intégral)